# Поддерживающий каток

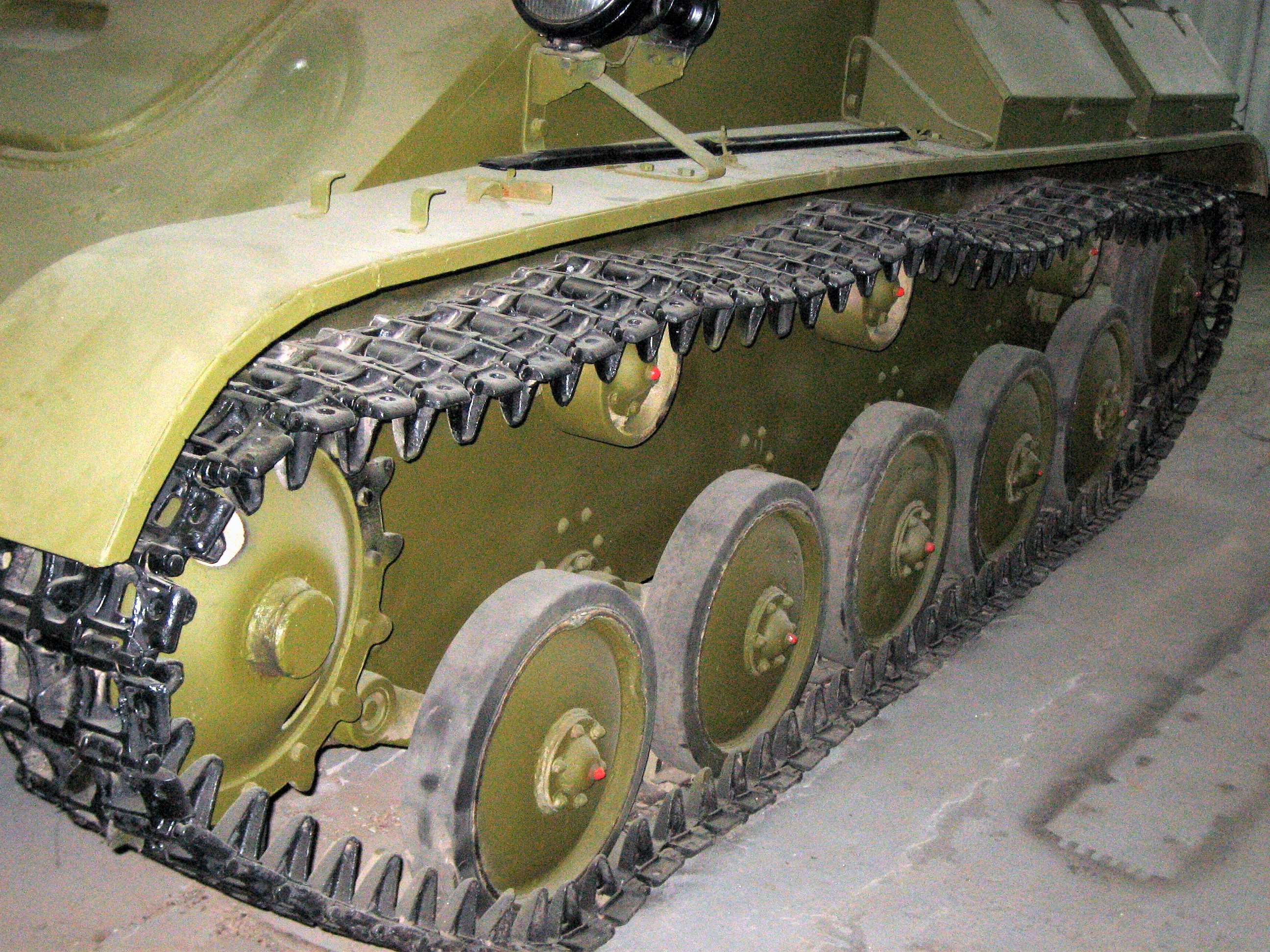
Ходовая часть лёгкого танка Т-70. Видны поддерживающие катки

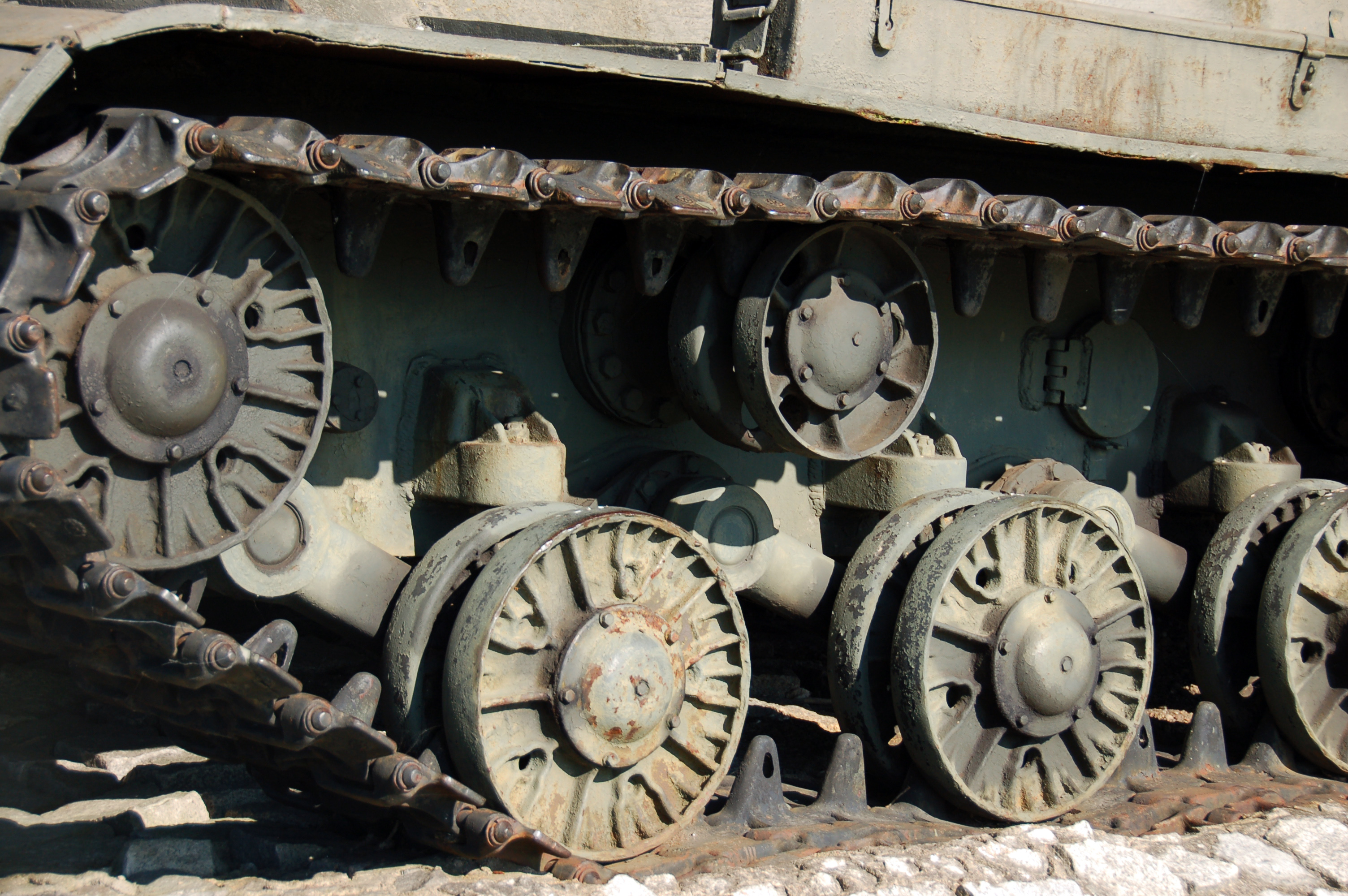
Ходовая часть ИС-2. Виден один из поддерживающих катков

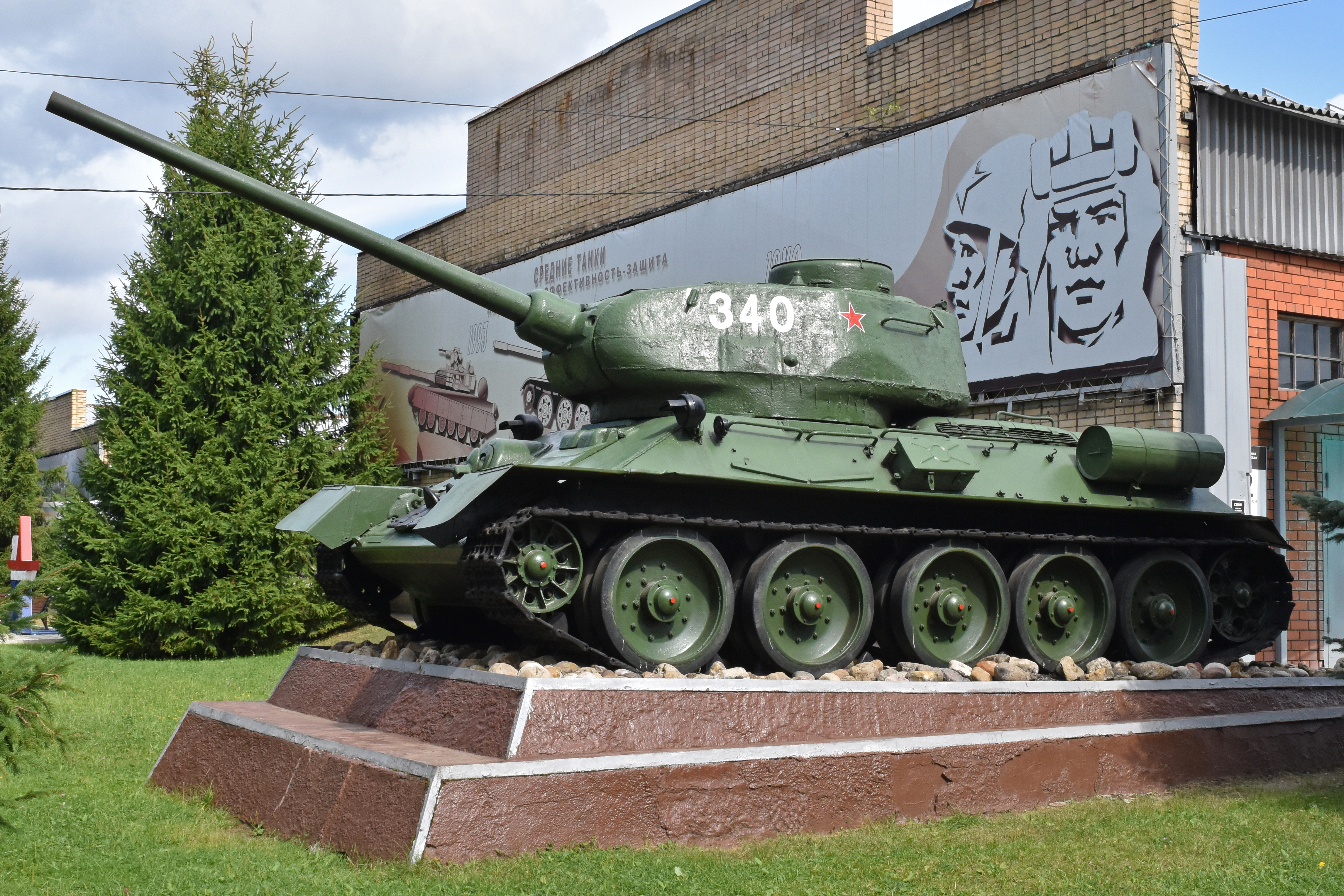
Т-34-85. Видна ходовая часть без поддерживающих катков. 2017 год

Поддерживающий каток (поддерживающий ролик, верхний каток) — элемент гусеничного движителя, предназначенный для поддержания верхней ветви гусеничной ленты и облегчения её натяжения, уменьшающий её провисание; использование большего количества опорных катков уменьшает необходимую для натяжения гусеницы силу. Также поддерживающие катки исключают удары гусеничной ленты о надгусеничную полку и придают обводу гусеницы оптимальную форму, за счёт чего снижаются потери мощности в движителе.
Монтируются поддерживающие катки на подшипниках на присоединённых к корпусу кронштейнах специальной конструкции.
Ходовая часть с опорными катками большого диаметра может не иметь поддерживающих катков; при этом верхняя ветвь гусеничных лент укладывается непосредственно на опорные катки. Такой вариант конструкции сопряжён с образованием складок гусеницы в неподрессоренной массе, что делает его малоэффективным для скоростных машин (в особенности — для имеющих утяжелённые гусеницы). Из-за этого поддерживающими катками оснащены ходовые части всех современных танков, опорные же катки для поддержки гусениц не применяются.